# Liste des gares de la wilaya de Aïn Témouchent
La liste des gares de la wilaya de Aïn Témouchent, est une liste des gares ferroviaires situées dans la wilaya de Aïn Témouchent, en Algérie.

## Gares ferroviaires dans la wilaya
La wilaya de Aïn Témouchent compte six gares, toutes exploitées par la Société nationale des transports ferroviaires (SNTF).
| Gare                     | Commune          | Ligne               |
| ------------------------ | ---------------- | ------------------- |
| Gare de Aïn Témouchent   | Aïn Témouchent   | Es Senia à Béni Saf |
| Gare de Béni Saf         | Béni Saf         | Es Senia à Béni Saf |
| Gare de Chaabat El Leham | Chaabat El Leham | Es Senia à Béni Saf |
| Gare d'El Amria          | El Amria         | Es Senia à Béni Saf |
| Gare d'El Malah          | El Malah         | Es Senia à Béni Saf |
| Gare de Hassi El Ghella  | Hassi El Ghella  | Es Senia à Béni Saf |

| \| Aïn Témouchent Béni Saf Chaabat El Leham El Amria El Malah Hassi El Ghella \| Localisation des gares de la wilaya de Aïn Témouchent |
| Aïn Témouchent Béni Saf Chaabat El Leham El Amria El Malah Hassi El Ghella                                                             |

## Lignes ferroviaires dans la wilaya
La wilaya est traversée par la ligne d'Es Senia à Béni Saf.